# Horteflaket
Horteflaket ist ein Firnfeld im ostantarktischen Königin-Maud-Land. Im Fimbulheimen liegt es am Kopfende des Muschketow-Gletschers zwischen den Petermannketten des Wohlthatmassivs und den Weyprechtbergen der Hoelfjella.
Erste Luftaufnahmen entstanden bei der Deutschen Antarktischen Expedition 1938/39 unter der Leitung von Alfred Ritscher. Norwegische Kartographen, die das Firnfeld auch benannten, kartierten es anhand von Vermessungen und Luftaufnahmen der Dritten Norwegischen Antarktisexpedition (1956–1960).